# میخائلا زروستووا
میخائلا زروستووا (چکی: Michaela Zrůstová؛ زادهٔ ۴ آوریل ۱۹۸۷) بازیکن بسکتبال زن اهل جمهوری چک است. وی در بازی‌های المپیک تابستانی ۲۰۱۲ شرکت کرده‌است.